# Studio der frühen Musik
Das Studio der frühen Musik war ein deutsches, in München ansässiges Kammerensemble, das auf Alte Musik, speziell auf die Musik des Mittelalters und der Renaissance spezialisiert war. Die Gruppe bestand von 1960 bis 1977.

## Wirken und Wirkung
Das Studio der frühen Musik wurde 1960 von dem amerikanischen Lautenisten Thomas Binkley in München gegründet. Binkley hatte an der University of Illinois in Urbana (BM. 1956, PhD. 1959) und an der Universität München (1957–1958) studiert. Er war der musikalische Leiter der Gruppe. Die weiteren Mitglieder des vierköpfigen Ensembles waren die Mezzosopranistin Andrea von Ramm, die außerdem Harfe und Drehleier spielte, der Tenor Nigel Rogers, der auch Perkussionsinstrumente musikalisch mit einbrachte, und Sterling Jones, der alte Bogeninstrumente wie Leier, Bogenbratsche und Bass spielte. Rogers (1960–1964) wurde später durch den Tenor und Perkussionisten Williard Cobb (1964–1970) ersetzt, der wiederum nach einigen Jahren durch den Countertenor Richard Levitt (1970–1977) abgelöst wurde. Das Ensemble arbeitete regelmäßig mit renommierten Instrumentalisten und Vokalisten wie Hopkinson Smith, Don Smithers, Paul O’Dette, Montserrat Figueras, Max van Egmond, Claude Marti oder Benjamin Bagby zusammen.
Die Gruppe gab in zahlreichen Ländern Europas, Amerikas, Asiens, Nordafrikas und in Australien Konzerte. Sie spielte zahlreiche Tonträger auf den Labeln EMI und Telefunken ein. Alle Mitglieder der Gruppe brachten sich auf Konferenzen und universitären Kursen beispielsweise an der Yale University, der Stanford University oder an Universitäten in Washington und Buenos Aires ein.
Die Gruppe bestand bis 1977, als Thomas Binkley die Schola Cantorum Basiliensis als Dozent verließ und sich anschickte, das Early Music Institute an der Indiana University Bloomington aufzubauen. Die Gruppe wurde von der Musikkritik hoch gelobt und mit zahlreichen Preisen – darunter 1965 mit dem Edison Disc Award – ausgezeichnet. „Die Arbeit dieses Ensembles, die auf zahlreichen Aufnahmen dokumentiert ist, hatte einen kaum zu überschätzenden Einfluss auf die Rekonstruktion mittelalterlicher Musik.“

## Diskografie
- 1962 – Frühe Musik: England, Flandern, Deutschland, Spanien (Telefunken)
- 1964 – Carmina Burana. 20 Lieder aus der Originalhandschrift um 1300 (Telefunken)
- 1965 – Frühe Musik in Italien, Frankreich und Burgund (Telefunken)
- 1965 – Florid-Song und Gambenmusik im England um 1610-1660 (Telefunken)
- 1965 – Geistliche Lieder und Instrumentalsätze der Lutherzeit (Telefunken)
- 1966 – Bauern-, Tanz- und Straßenlieder im Deutschland um 1500 (Telefunken)
- 1966 – Minnesang und Spruchdichtung um 1200-1320 (Telefunken)
- 1966 – Weltliche Musik um 1300: Robin et Marion; Llibre Vermell and others (Telefunken)
- 1966 – John Dowland, The Elizabethan Age. Selected Works by John Dowland (Arkiv Produktion)
- 1968 – Carmina Burana. 13 Lieder nach der Handschrift aus Benediktbeuern um 1300 (Telefunken)
- 1968 – Medeltida Konsert musik mellan 1300-1600 (Telefunken)
- 1969 – Musica Iberica I hasta el siglo XV (EMI/Odeon)
- 1970 – Chansons der Troubadours (Telefunken)
- 1970 – Oswald von Wolkenstein, Monophone und Polyphone Lieder (EMI "Reflexe")
- 1970 – Johannes Ciconia (EMI "Reflexe")
- 1971 – Guillaume de Machaut, Chansons, Vol. I (EMI "Reflexe")
- 1972 – "Roman de Fauvel" (EMI "Reflexe")
- 1972 – Guillaume de Machaut, Chansons, Vol. II (EMI "Reflexe")
- 1973 – Francesco Landini
- 1973 – Bernart de Ventadorn, Chansons d'amour Martim Codax. Canciones de amigo
- 1973 – Pop Ago. Chansons, Songs, Canciones, Lieder, Canzonen (EMI "Reflexe")
- 1973 – Camino de Santiago I. Eine pilgerstrasse Navarra Castilla (EMI "Reflexe")
- 1973 – Camino de Santiago II. Eine pilgerstrasse León/Galicia (EMI "Reflexe")
- 1973 – Musica Iberica II hasta el siglo XVI (EMI/Odeon)
- 1974 – Estampie. Instrumentalmusik des Mittelalters, con la Schola Cantorum Basiliensis (EMI "Reflexe")
- 1974 – Pietro Abelardo, Planctus Jephta; Planctus David (EMI "Reflexe")
- 1974 – Chansons der Trouvères (Telefunken)
- 1974 – Guillaume Dufay, Adieu m'amour. Chansons und motetten (EMI "Reflexe")
- 1975 – Musik der Spielleute; Musik of the Minstrels; Musique de ménestrels (Telefunken)
- 1975 – L'Agonie du Languedoc, con Claude Marti (EMI "Reflexe")
- 1976 – Planctus (EMI "Reflexe")
- 1976 – Vox Humana. Vokalmusik aus dem Mittelalter (EMI "Reflexe")
- 1978 – Ludi Sancti Nicholai. The Miracles of St. Nicholas (EMI "Reflexe")